# Partido da Terra
Partido da Terra (en català «Partit de la Terra»), PT, és un partit polític amb seu a Galícia que es postula com a partidari de la democràcia directa, de la desprofesionalització de la política, del decreixement i de la sobirania i la sostenibilitat en tots els àmbits.
El Partido da Terra es va constituir a Santiago de Compostel·la el 25 de juliol de 2011 i va ser registrat oficialment en el Ministeri de l'Interior en aquesta mateixa setmana. Internament, s'organitza en forma de mancomunitat, integrant organitzacions d'àmbit parroquial o comarcal autogestionades i completament independents en les seves decisions.

## Eleccions

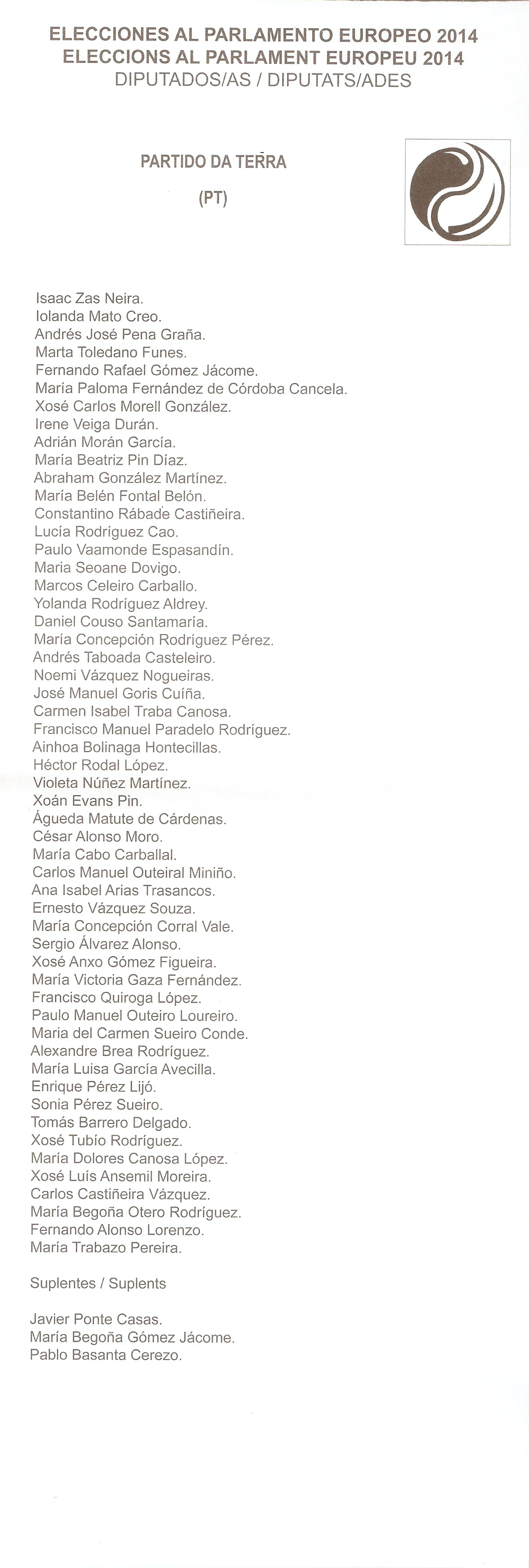
Papereta de vot del Partit de la Terra per a les eleccions europees de 2014. Versió usada a Catalunya

La primera trobada electoral al com concorre el PT és a les eleccions a la Junta General del Principat d'Astúries, al març de 2012. Es va presentar només en el districte electoral occidental, on se situa la regió gallegòfona de l'Eo-Navia- Amb només 13 vots, es va situar com vintena força electoral a nivell del Principat, superant únicament al Partit Família i Vida. A nivell de la circumscripció occidental va ser la catorzena. A l'octubre de 2012 es va presentar a les eleccions al parlament de la Galícia, en les quals va obtenir 3.307 vots (0,22%), situant-se com onzena força d'un total de 26 grups que concorrien a les eleccions.
Al maig de 2014 es presenta a les Eleccions al Parlament Europeu. Per a l'elecció de la candidatura van ser realitzades unes primàries obertes a tota la població, on qualsevol ciutadà podia resultar triat per formar part de la llista. És l'única força d'àmbit gallec que presenta candidatura en solitari. Va obtenir finalment 9.940 vots en l'àmbit de la circumscripció única estatal.
A les eleccions municipals de maig de 2015 només va presentar candidatura pròpia a l'ajuntament de Lousame, aconseguint la seva primera acta de regidor amb el 12,38% dels vots i situant-se com a tercera força per darrere del PP i del PSOE. El Partido da Terra de Lousame va establir torns de rotació de quatre mesos per a cada regidor i va renunciar a cobrar per participar en els plens.
A les Eleccions generals espanyoles de 2015 les seves candidatures en les quatre circumscripcions gallegues van obtenir 3.026 vots al Congrés dels Diputats i 10.128 vots al Senat (dels quals 7.083 es corresponen amb els vots de la candidata més votada en cada circumscripció). Els candidats més votats al Senat van ser Heitor Rodal, amb 2.761 sufragis en Pontevedra, i Joám Evans Pim, amb 2.390 sufragis a La Corunya.

## Llengua
El PT assumeix com a pròpia la llengua gallega, que entenen com a indistinta de la llengua portuguesa (reintegracionisme), usant l'ortografia de l'Acord Ortogràfic de la Llengua Portuguesa per escriure-la. El Partido da Terra va adoptar com a denominacions addicionals el nom del partit traduït a totes les llengües parlades al territori de l'Estat. D'aquesta manera,les denominacions acceptades són Partido de la Tierra (en castellà), Partit de la Terra (en català), Lurraren Alderdia (en euskera), Partíu de la Tierra (en asturià), Partito de la Tierra (en aragonés), Partit de la Tèrra (en occità), Hizb al-Ardh (en àrab) i Akabar n Wakal (en amazic).